# Wester Ross

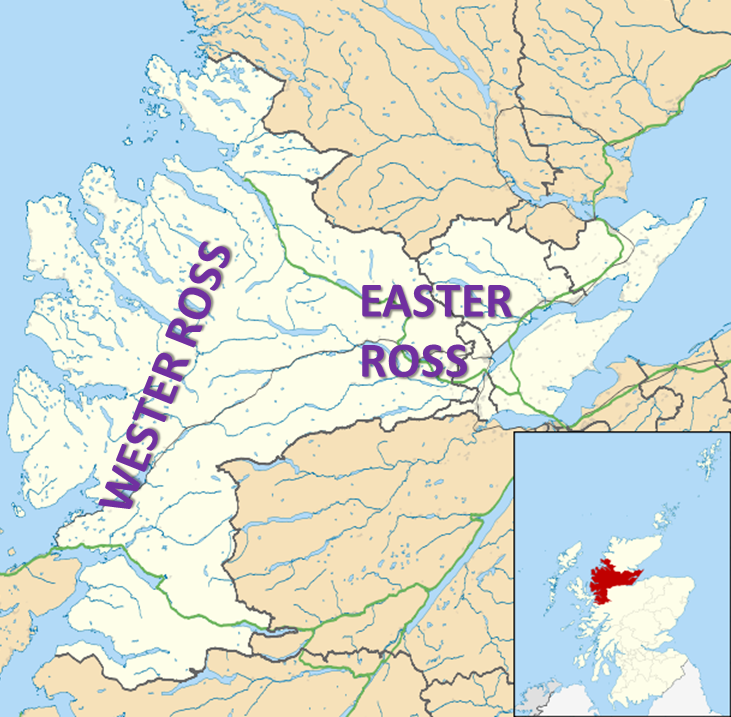
Lage von Wester und Easter Ross

Wester Ross (schottisch-gälisch Taobh Siar Rois) ist eine nicht exakt abgegrenzte Region im Westen von Highland im Norden Schottlands. Namentlich stellt sie das Gegenstück zu Easter Ross an der der Nordsee zugewandten Ostküste dar. Beide beziehen sich auf die traditionelle Grafschaft Ross-shire, der sie zugehörten. Diese erstreckte sich mit ihrem festländischen Anteil – auch ein Stück der zu den Äußeren Hebriden zählenden Isle of Lewis gehörte noch zur Grafschaft – quer über den Norden Schottlands. Diese beiden Teile, in denen die Mehrzahl der Bevölkerung wohnte, waren durch ein nur spärlich besiedeltes Stück der Highlands verbunden.
Die ländlich geprägte Region mit ihren etwa 6000 Einwohnern erstreckt sich entlang der Ostküste des Minch. Als Hauptort gilt Ullapool: hier stellt die von Inverness heranführende A835 über eine Fährverbindung Anschluss nach Stornoway auf der Isle of Lewis her. Weitere größere Ortschaften sind Applecross, Aultbea, Dundonnell, Gairloch, Lochcarron, Plockton, Poolewe, Torridon und Shieldaig, alle an der Küste gelegen, sowie im Hinterland Achnasheen und Kinlochewe.
Unter der Bezeichnung Wester Ross ist ein Teil der Region als Landschaftsschutzgebiet (National Scenic Area, NSA) ausgewiesen. Ein bereits seit 1976 rund um den Beinn Eighe bestehendes und nach diesem benanntes Biosphärenreservat wurde 2016 erweitert, seither heißt es ebenfalls Wester Ross.